# Fissistigma balansae
Fissistigma balansae är en kirimojaväxtart som först beskrevs av Aug. Dc., och fick sitt nu gällande namn av Elmer Drew Merrill. Fissistigma balansae ingår i släktet Fissistigma och familjen kirimojaväxter. Inga underarter finns listade i Catalogue of Life.